# Oropos
Oropos (en llatí Oropus, en grec antic Ὠρωπός) era una ciutat a la frontera entre Beòcia i l'Àtica, capital del districte d'Oròpia (Ὠρωπία). Aquest districte és una plana vora el mar on hi desemboca el riu Asop.
La ciutat pertanyia inicialment a Beòcia per la seva situació, però va ser objecte de disputa per part dels atenencs que en van obtenir la possessió abans de la guerra del Peloponès. La van conservar fins al 412 aC quan els beocis la van recuperar, segons Tucídides. La ciutat es va revoltar l'any 402 aC i els beocis van traslladar la ciutat a un nou emplaçament a 7 estadis de la costa, diu Diodor de Sicília. Durant els següents 60 anys va canviar sovint de mans entre beocis i atenencs. Després de la batalla de Queronea, Filip II de Macedònia la va entregar a Atenes, diu Pausànies. El 318 aC van aconseguir la independència però el 312 aC Cassandre va conquerir la ciutat. Ptolemeu, general d'Antígon, va expulsar a la guarnició macedònia i va entregar la ciutat a Tebes a la qual sembla que va pertànyer durant uns cent anys.
Tant Pausànies com Plini el Vell diuen que Oropos era una ciutat de l'Àtica. No se sap quan de temps va estar Oropos allunyada del mar. Pausànies diu que era al mar (ἐπὶ θαλάσσης), i sembla que els seus habitants haurien tornat al seu primitiu emplaçament molt abans de la visita del geògraf.
Encara que Oropos va pertànyer als atenesos diverses vegades, no es coneix un demos amb aquest nom. Sembla que el seu territori, i potser la mateixa ciutat es va convertir en un demos amb el nom de Grea (Γραῖα). Homer no parla d'Oropos, però sí de Grea, i la situa entre les ciutats de Beòcia. Es creu que els atenesos van reivindicar aquest antic nom, i Aristòtil va dir que Oropos es deia Grea en el seu temps. Segons Dicearc de Messana els habitants d'Oropos eren famosos per les seves exigències i cobraven per totes les importacions que es feien al seu país.
Estrabó defineix la situació d'Oropos. Diu que el començament de Beòcia era Oropos, i el seu port sagrat anomenat Delfínion, tenia al davant Erètria, la ciutat de l'illa d'Eubea, a una distància de 60 estadis. Després de Delfínion es troba Oropos, a uns 20 estadis. Després es troba Dèlion.
Oropos va ser coneguda a l'antiguitat perquè tenia un famós oracle, l'Oracle d'Amfiarau, que es consultava per saber com recuperar-se d'una malaltia. Correspon a la moderna Oropó a uns 3 km de la costa. Queden algunes restes antigues.